# Јајинци
Јајинци су насеље у Београду које припада градској општини Вождовац. Јајинци су место једног од највећих покоља у Србији током Другог светског рата у ком су немачке снаге убиле скоро 80.000 људи, од којих су многи били заточеници оближњег логора Бањица.

## Положај
Јајинци се налазе у долини Липничког потока. Некада су били мало село далеко од центра Београда, а данас су израсли у једно од највећих константних градилишта у Београду. Јајинци се граниче са Бањицом на северу, Кумодражом на истоку и селом Раковицом на југу. Источна граница Јајинаца је одређена потоком Јелезовац, који такође чини границу општине Раковица.
Насеље се шири од централне улице, Булевара ослобођења, који почиње у центру Београда (трг Славија). Некадашње село и засебно насеље, Јајинци су данас месна заједница у општини Вождовац и градско насеље. Оно није урбанизовано као насеље са модерним зградама (као суседна Бањица) и остало је насеље малих, породичних кућа.
Велики расадник се налази на северу Јајинаца, док је Меморијални парк Јајинци у јужном делу. Мала Утрина, западно поднасеље Јајинаца се налази у доњем току Липовачког потока, близу његовог ушћа у Јелезовац. Оно је директни наставак расадника на северу.
Кроз Јајинце пролази већи број градских линија које полазе са Славије: 401 и 402 и Трошарине: 400, 403, 405, 406, 407, 408, 503.

## Становништво
Јајинци су биле одвојено насеље до 1970-их, када су званично припојени ужој територији града. Константни раст становништва је заустављен током 1990-их, али су након распада Југославије уз велики прилив избеглица, Јајинци наставили да расту током почетка 2000-их. Становништво Јајинаца према званичним пописима (до 1971. као посебно насеље, од тада као месна заједница Београда):
- 1921. — 489
- 1931. — 922
- 1948. — 875
- 1953. — 1080
- 1961. — 2587
- 1971. — 3811
- 1981. — 4386
- 1991. — 4136.
- 2002. — 6986.

## Спорт и институције
У Јајинцима се налазе здравствена станица Јајинци, основна школа Јајинци, као и стадион "ФК Херој" на чијем терену игра ФК Херој-Полет.

## Други светски рат
Бивши војни полигон поред Јајинаца нацисти су искористили као место за погубљење скоро 80.000 људи у периоду од 1941. до 1944. Многи од њих су били заточеници, комунисти или јавне личности који су се противили немачкој окупацији, из логора Бањица. Велики меморијални парк са спомеником жртвама је отворен 20. октобра 1964, на 20. годишњицу ослобођења Београда од стране партизана и Црвене армије.